# Rota Rzymska

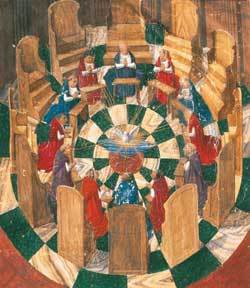
Nazwa trybunału wzięła się od okrągłego pomieszczenia (łac. rotundus), w którym początkowo obradował Trybunał

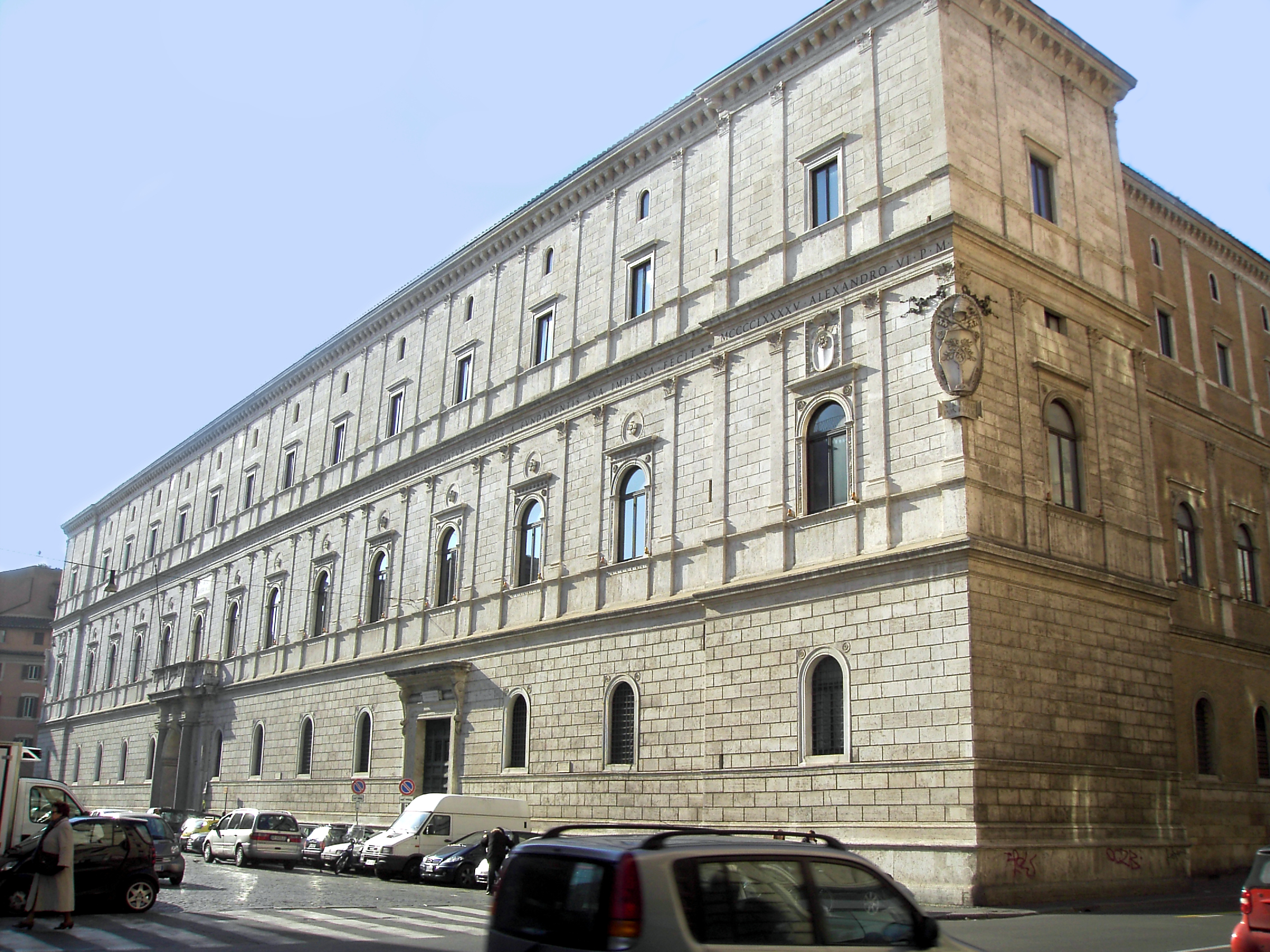
Pałac Kancelarii - Siedziba Roty Rzymskiej

Rota Rzymska, oficjalnie Trybunał Roty Rzymskiej (łac. Tribunal Rotae Romanae) – obok Sygnatury Apostolskiej i Penitencjarii Apostolskiej jeden z trybunałów w Kurii Rzymskiej. 
Zgodnie z kan. 1443 Kodeksu Prawa Kanonicznego jest zwyczajnym trybunałem ustanowionym przez Biskupa Rzymskiego dla przyjmowania apelacji. Stanowi tym samym najwyższy sąd apelacyjny wobec wyroków biskupich (diecezjalnych). Publikuje roczniki procesowe „Decisiones Sententiae Romanae Rotae” i „Decreta” oraz "Quaderni di Studio Rotale".
Rota istnieje od 1331, a w obecnej formie od 1908, zgodnie z konstytucją papieża Piusa X Sapienti consilio. 

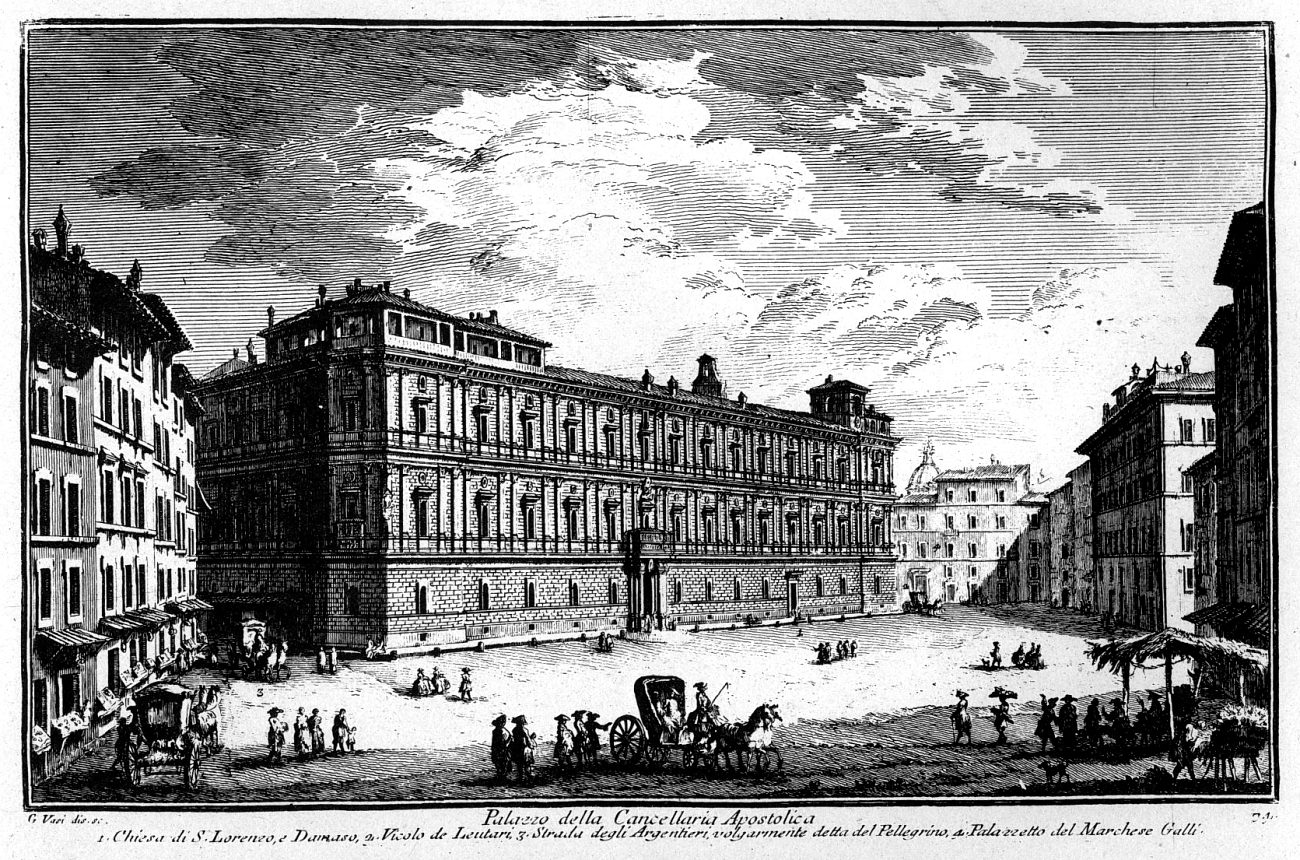
Pałac Kancelarii - Siedziba Roty Rzymskiej na XVIII-wiecznej rycinie

## Dziekani Roty
- 1433–1447: Geminiano Inghirami
- 1447–1449: Alfonso de Segura
- 1451–1456: Pedro Martín de Covarrubias
- 1456–1470: Juan Díaz de Coca
- 1482–1485: Antonio de Grassi
- 1494–1495: Girolamo dei Porcari
- 1495–1500: Guillaume des Perriers
- 1500–1505: Pietro Accolti
- 1505–1506: Achille Grassi
- 1506–1511: Domenico Giacobazzi
- 1511–1523: Mercurio de Vipera
- 1523–1528: Giacomo Simonetta
- 1528–1533: Paolo Capizucchi
- 1534–1535: Giovanni Leclerc
- 1535–1537: Nicolás de Aragón
- 1537–1543: Silvestro Dario
- 1543–1543: Marco Antonio Marescotti
- 1543–1547: Giovanni Paolo Tolomei
- 1547–1550: Giacomo Puteo
- 1550–1559: Fabio Accoramboni
- 1559–1562: Giulio Oradini
- 1562–1564: Giovanni Battista de Rubeis
- 1564–1573: Giulio Oradini
- 1573–1590: Giovanni Battista de Rubeis
- 1590–1602: Séraphin Olivier-Razali
- 1602–1604: Girolamo Pamphili
- 1604–1612: Francisco Peña
- 1612–1641: Giovanni Battista Coccini
- 1641–1641: Filippo Pirovani
- 1641–1642: Clemente Merlini
- 1642–1657: Aimé Du Nozet
- 1657–1669: Carlo Cerri
- 1669–1686: Antonio Albergati
- 1686–1696: Jacob Emerix de Matthiis
- 1696–1717: José de Molines
- 1711–1712: Curzio Origo
- 1717–1719: Ansaldo Ansaldi
- 1719–1723: Ciriaco Lancetta
- 1723–1726: Alessandro Falconieri
- 1726–1733: Pompeo Aldrovandi
- 1733–1734: Marcellino Corio
- 1734–1743: Carlo Leopoldo Calcagnini
- 1743–1744: Tommaso Núñez
- 1744–1747: Mario Millini
- 1757–1759: Pietro Francesco Bussi
- 1761–1764: Urbano Paracciani Rutili
- 1765–1769: Bartolomeo Olivazzi
- 1770–1783: Alessandro Ratta Bolognese
- 1784–1785: Giovanni Maria Riminaldi
- 1792–1802: Alphonse-Hubert de Latier de Bayane
- 1802–1804: Francesco Cesarei Leoni
- 1817–1823: Francesco Serlupi-Crescenzi
- 1823–1827: Joachim-Jean-Xavier d’Isoard
- 1827–1835: Alessandro Spada
- 1835–1842: Cosimo Corsi
- 1842–1846: Giuseppe Bofondi
- 1846–1853: Pietro Giuseppe d’Avellà-y-Navarro
- 1853–1858: Pietro de Silvestri
- 1858–1861: Ignazio Alberghini
- 1862–1888: Giovanni Alessandro del Magno
- 1888–1908: Johannes Montel Edler von Treuenfels
- 1908–1914: Michele Lega
- 1914–1920: Guglielmo Sebastianelli
- 1920–1921: Serafino Many
- 1921–1926: John Prior
- 1926–1935: Massimo Massimi
- 1936–1944: Giulio Grazioli
- 1944–1958: André-Damien-Ferdinand Jullien
- 1958–1959: William Theodore Heard
- 1959–1968: Francis Brennan
- 1968–1976: Bolesław Filipiak
- 1976–1978: Charles Lefebvre
- 1978–1982: Heinrich Ewers
- 1982–1985: Arturo De Jorio
- 1985–1993: Ernesto Maria Fiore
- 1993–1999: Mario Francesco Pompedda
- 1999–2004: Raffaello Funghini
- 2004–2012: Antoni Stankiewicz
- 2012–2016: Pio Vito Pinto[1]
  - 2016-2021: Maurice Monier Pro-Dziekan
- od 2021: Alejandro Arellano Cedillo